# Lista de aves extintas
Para uma lista de aves fósseis conhecidas somente por registro fóssil, veja Lista de aves fósseis. Para aves que se extinguiram no final do Quaternário, veja Lista de aves subfósseis.

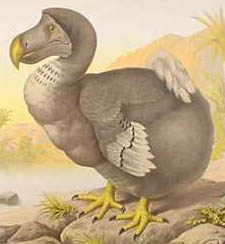
Dodô (Raphus cucullatus).

Desde 1500, mais de 190 espécies de aves tornaram-se extintas, e essa taxa de extinção parece estar aumentando. A situação é exemplificada pelo Havaí, onde viviam originalmente 30% de todas as espécies hoje extintas. Outras áreas, como Guam, foram bastante afetadas; Guam perdeu mais de 60% de suas espécies nativas nos últimos 30 anos, muitas das quais por causa da serpente introduzida Boiga irregularis.
Atualmente existem aproximadamente 10 000 espécies de aves, e 1 200 delas são consideradas sob ameaça de extinção.
Espécies de ilhas, em geral, e espécies de aves insulares que não voam, em particular, são as que estão sobre o maior risco. Este número desproporcional de Rallidaes na lista reflete a tendência desta família de perder a habilidade de voar quando geograficamente isolada. Cada vez mais Rallidaes são extintos antes mesmo de poderem ser descritos pelos cientistas.

A lista abaixo esta usando como base a Taxonomia de Sibley & Ahlquist et al. (1990)

## Espécies de Aves Extintas

### Struthioniformes
- Aepyornis maximus - Ave-elefante - Madagáscar, 1649
- Megalapteryx didinus - Nova Zelândia, 1773
- Dromaius ater Vieillot, 1817 - ilha King, Austrália, 1802
- Dromaius baudinianus Parker, 1984 - ilha do Canguru, Austrália, 1827

### Anseriformes

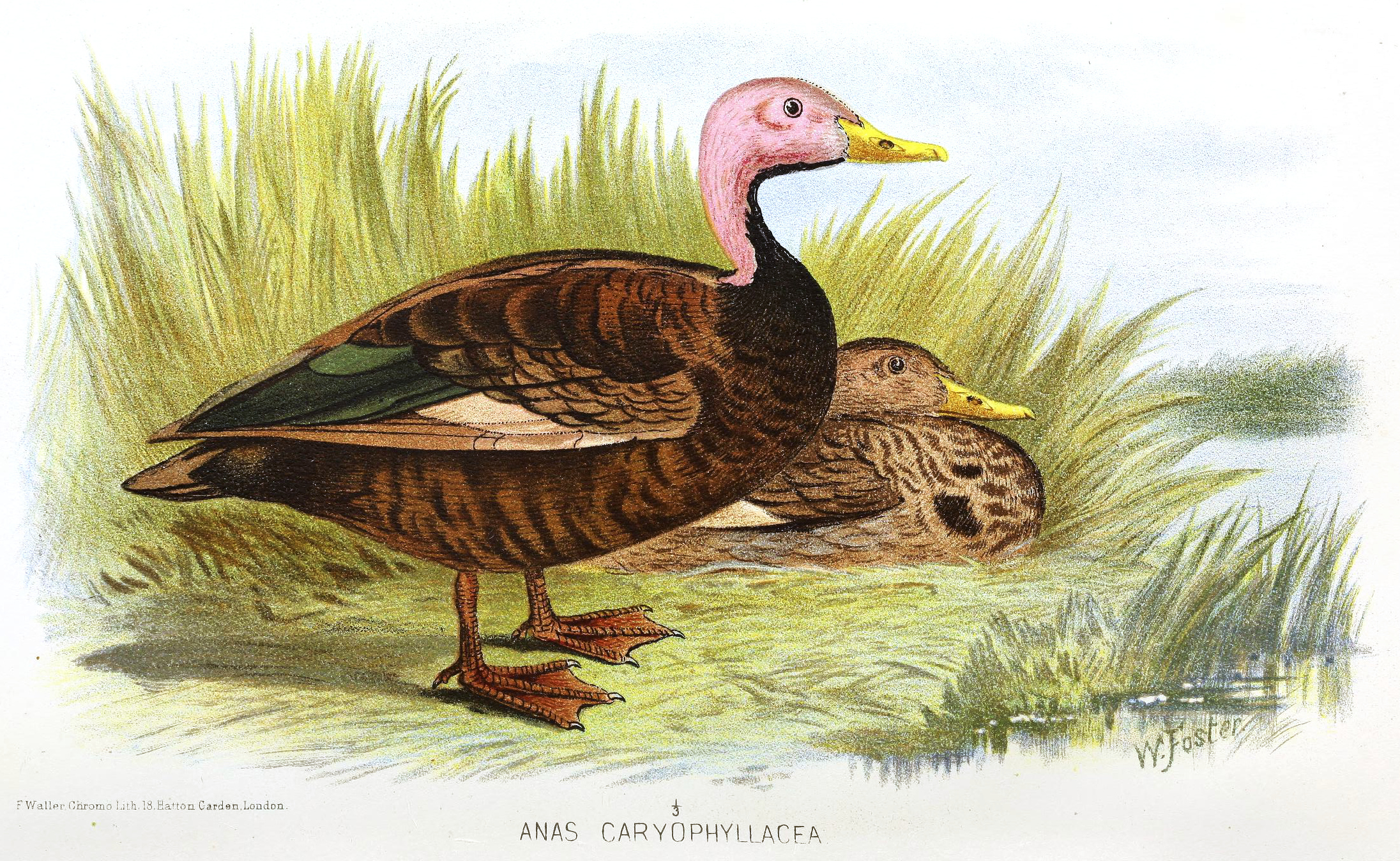
Pato-de-cabeça-rosa (Rhodonessa caryophyllacea)

- Alopochen kervazoi (Cowles, 1994) - ilha de Reunião
- Alopochen mauritianus (Newton e Gadow, 1893) - ilha de Maurício, 1698
- Anas marecula (Olson e Jouventin, 1996) - ilha de Amsterdã, 1793
- Anas theodori (Newton e Gadow, 1893) - ilha de Maurício, 1696
- Camptorhynchus labradorius (Gmelin, 1789) - Pato-do-labrador - leste da América do Norte, 1875
- Mergus australis Hombron e Jacquinot, 1841 - Nova Zelândia, 1905
- Rhodonessa caryophyllacea (Latham, 1790) - Pato-de-cabeça-rosa – Índia, 1944

### Galliformes
- Coturnix novaezelandiae Quoy e Gaimard, 1830 - Nova Zelândia, 1875

### Gruiformes

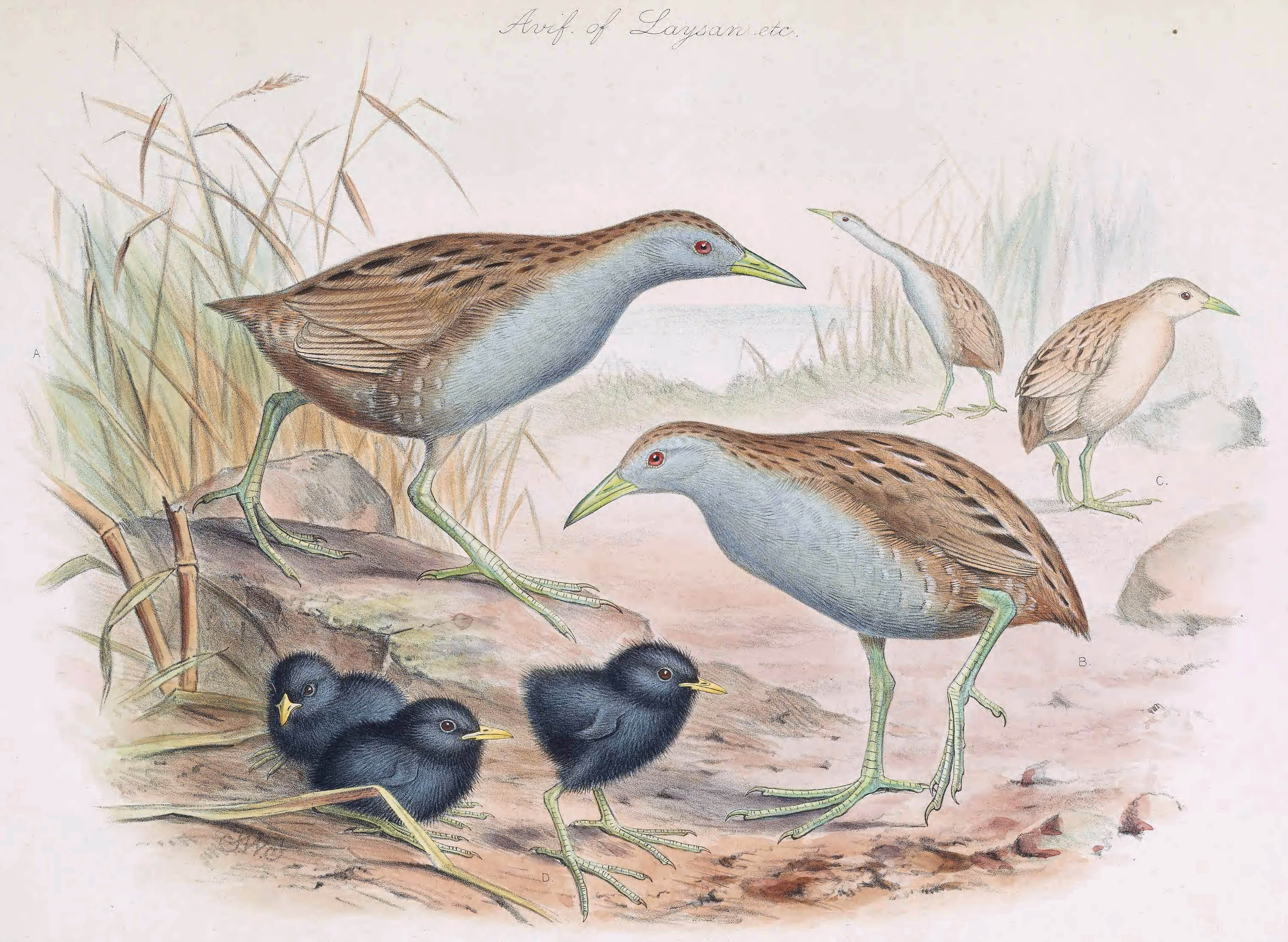
Porzana palmeri.

- Diaphorapteryx hawkinsi (Forbes, 1892) - ilhas Chatham, Nova Zelândia, 1895
- Aphanapteryx bonasia Selys Longchamps, 1848 - ilha de Maurício, 1675
- Aphanapteryx leguati Milne-Edwards, 1874 - ilha de Rodrigues, 1730
- Nesoclopeus poecilopterus (Hartlaub, 1866) - ilhas Fiji, 1890
- Gallirallus lafresnayanus Verreaux e Des Murs, 1860 – Nova Caledônia, 1904
- Gallirallus wakensis (Rothschild, 1903) - ilha de Wake, 1945
- Gallirallus pacificus (Gmelin, 1789) - ilha do Taiti, Polinésia Francesa, 1775
- Gallirallus dieffenbachii (Gray, 1843) - ilhas Chatham, Nova Zelândia, 1840
- Cabalus modestus (Hutton, 1872) - ilhas Chatham, Nova Zelândia, 1900
- Mundia elpenor (Olson, 1973) - ilha de Ascensão, 1656
- Porzana astrictocarpus Olson, 1973 - ilha de Santa Helena (território), 1502
- Porzana palmeri (Frohawk, 1892) - ilha de Laysan, Havaí, 1944
- Porzana sandwichensis (Gmelin, 1789) - Havaí, 1893
- Porzana monasa (Kittlitz, 1858) - ilha de Kosrae, Micronesia, 1828
- Porzana nigra Walters, 1988 - ilha do Tahiti, Polinésia Francesa, 1784
- Aphanocrex podarces (Olson, 1977) - ilha de Santa Helena (território), 1502
- Porphyrio albus (Shaw, 1790) - ilha de Lord Howe, Austrália, 1840
- Porphyrio coerulescens Selys Longchamps, 1848 - ilha de Reunião, 1730
- Porphyrio mantelli (Owen, 1848) - Nova Zelândia, 1500
- Porphyrio kukwiedei  Balouet e Olson, 1989 - Nova Caledônia, século XVII
- Gallinula nesiotis Sclater, 1861 - ilha Tristão da Cunha, 1861
- Gallinula pacifica (Hartlaub e Finsch, 1871) – Samoa, 1873
- Fulica newtoni Olson, 1977 - ilha de Reunião, 1672

### Ciconiiformes

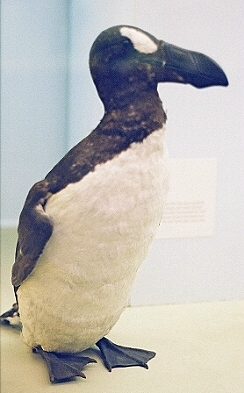
Arau-gigante (Pinguinus impennis).

- Nycticorax duboisi Rothschild, 1907 - ilha de Reunião, 1674
- Nycticorax mauritianus (Newton e Gadow, 1893) - ilha de Maurício, 1693
- Nycticorax megacephalus (Milne-Edwards, 1873) - ilha Rodrigues, 1730
- Ixobrychus novaezelandiae (Purdie, 1871) - Nova Zelândia, 1900
- Threskiornis solitarius (Selys-Longchamps, 1848) - Íbis-terrestre-de-reunião - ilha de Reunião, 1705
- Phalacrocorax perspicillatus Pallas, 1811 - Cormorão-de-lunetas - Rússia, 1852
- Sula tasmani van Tets, Meredith, Fullagar e Davidson, 1988 - ilhas de Lord Howe e Norfolk, Austrália, 1788
- Podiceps andinus (Meyer de Schauensee, 1959) - Colômbia, 1977
- Podilymbus gigas Griscom, 1929 - Mergulhão-de-atitlan - Guatemala, década de 1980
- Vanellus macropterus (Wagler, 1827) – Indonésia, 1940
- Prosobonia leucoptera (Gmelin, 1789) - ilha do Taiti, Polinésia Francesa, 1777
- Prosobonia ellisi Sharpe, 1906 - ilha de Moorea, Polinésia Francesa, final do século XVIII
- Pinguinus impennis (Linnaeus, 1758) - Arau-gigante - Atlântico Norte, 1844
- Haematopus meadewaldoi Bannerman, 1913 - ilhas Canárias, entre 1968 e 1981
- Bulweria bifax (Olson, 1975) - ilha de Santa Helena (território), 1502
- Pseudobulweria rupinarum (Olson, 1975) - ilha de Santa Helena (território), 1502
- Oceanodroma macrodactyla Bryant, 1887 – ilha de Guadalupe, 1912
- Caracara lutosus (Ridgway, 1876) - Caracara-de-guadalupe - ilha de Guadalupe, México, 1900
- Falco duboisi Cowles, 1994 - Peneireiro-da-reunião - ilha de Reunião, 1672

### Columbiformes

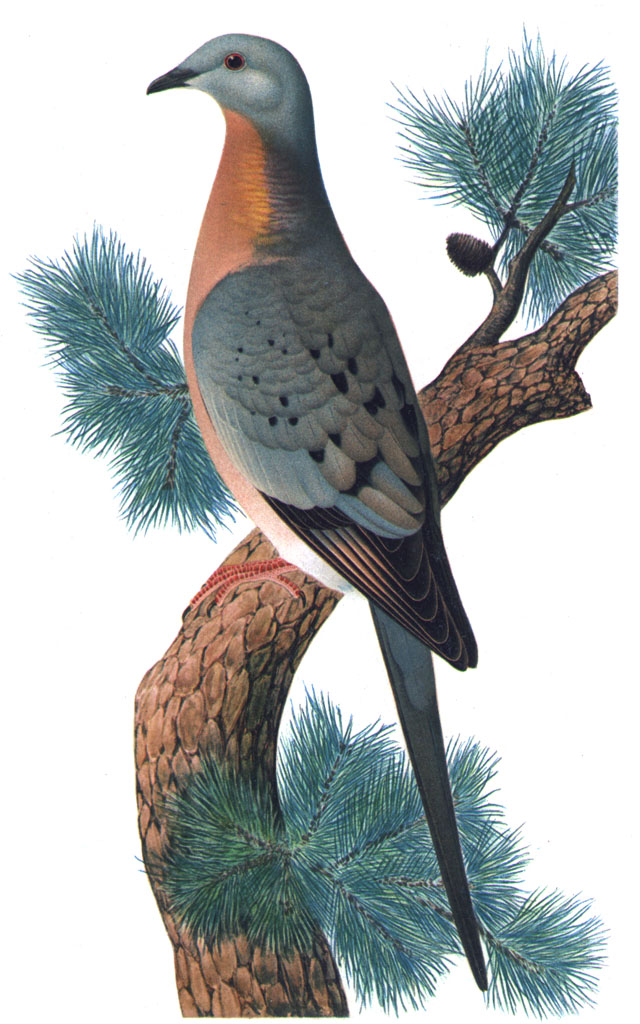
Pombo-passageiro (Ectopistes migratorius).

- Dysmoropelia dekarchiskos Olson, 1975 - ilha de Santa Helena (território), 1502
- Ectopistes migratorius (Linnaeus, 1766) - Pombo-passageiro - América do Norte, 1914
- Columba duboisi Rothschild, 1907 - ilha de Reunião, 1700
- Columba versicolor Kittlitz, 1832 - ilhas Bonin, Japão, 1889
- Columba jouyi (Stejneger, 1887) - ilhas Daito, Japão, 1936
- Alectroenas rodericana Milne-Edwards, 1874 - ilha Rodrigues, 1693
- Alectroenas nitidissima (Scopoli, 1786) - ilha de Maurício, 1830
- Gallicolumba salamonis (Ramsay, 1882) - ilhas Salomão, 1927
- Gallicolumba norfolciensis Latham, 1801 - ilha de Norfolk, Austrália, 1800
- Gallicolumba ferruginea (Forster, 1844) - Vanuatu, 1774
- Microgoura meeki Rothschild, 1904 - ilhas Salomão, 1904
- Ptilinopus mercierii (Des Murs e Prévost, 1849) - ilhas Marquesas, Polinésia Francesa, 1920
- Raphus cucullatus (Linnaeus, 1758) - Dodô - ilha de Maurício, 1681
- Pezophaps solitaria (Gmelin, 1789) - Solitário-de-rodrigues - ilha Rodrigues, 1791

### Psittaciformes

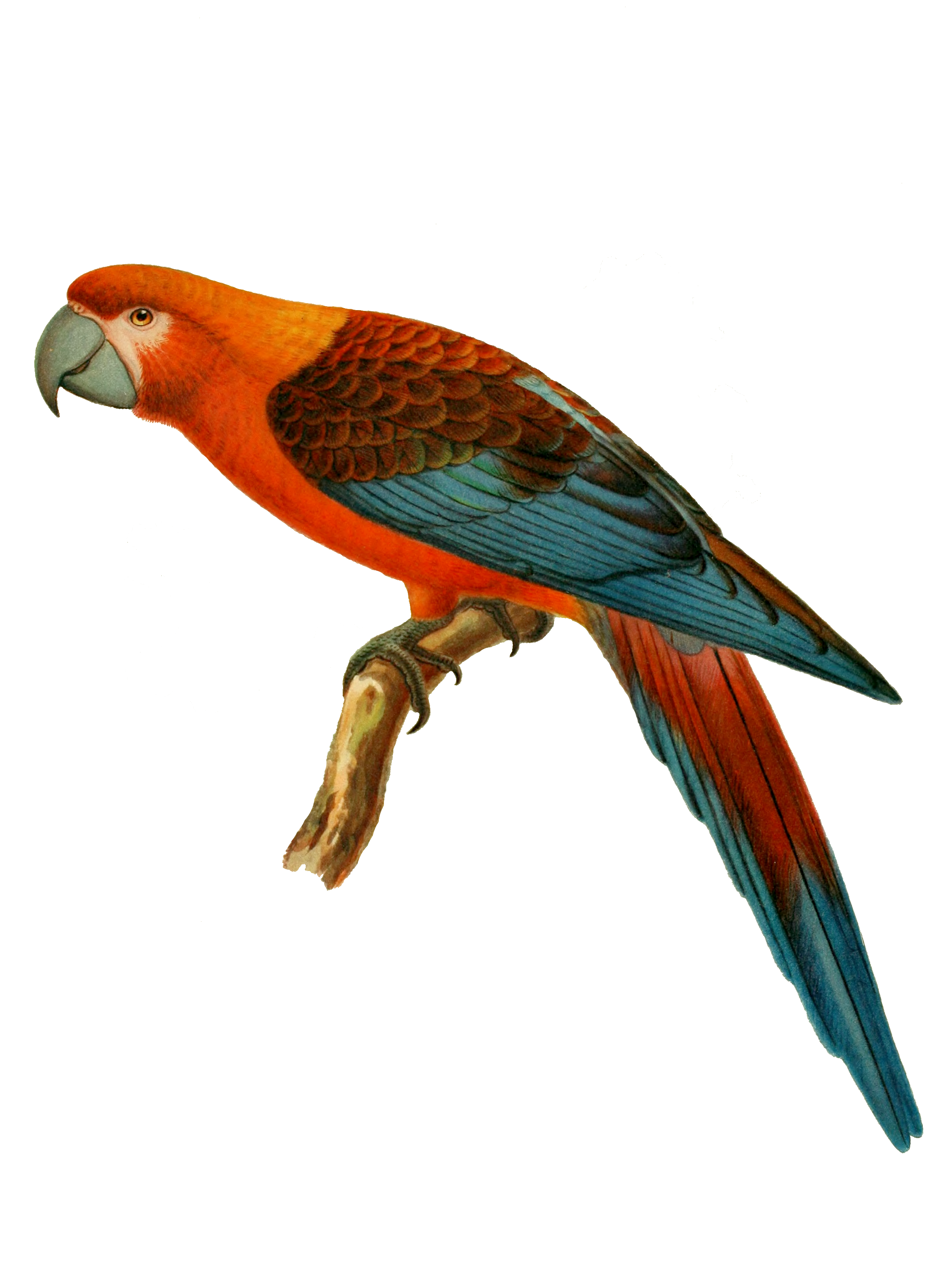
Arara-vermelha-de-cuba (Ara tricolor)

- Nestor productus (Gould, 1836) - ilha de Norfolk, Austrália, 1851
- Charmosyna diadema (Verreaux e Des Murs, 1860) – Nova Caledônia, 1860
- Cyanoramphus ulietanus (Gmelin, 1788) - ilha de Raiatea, Polinésia Francesa, 1774
- Cyanoramphus zealandicus (Latham, 1790) - Periquito-do-tahiti - ilha do Taiti, Polinésia Francesa, 1814
- Psephotus pulcherrimus (Gould, 1845) - Periquito-do-paraíso – Austrália, 1927
- Psittacula wardi (Newton, 1867) - ilhas Seicheles, 1906
- Psittacula exsul (Newton, 1872) - Periquito-de-rodrigues - ilha Rodrigues, 1875
- Mascarinus mascarinus (Linnaeus, 1771) - Papagaio-das-mascarenhas - ilha da Reunião, 1834
- Lophopsittacus mauritianus Owen, 1866 - Papagaio-de-bico-largo - ilha de Maurício, 1638
- Lophopsittacus bensoni Holyoak, 1973 - Papagaio-cinzento-das-maurícias - lha de Maurício, 1764
- Necropsittacus rodericanus Milne-Edwards, 1867 - Papagaio-de-rodrigues - ilha Rodrigues, 1730
- Ara tricolor (Bechstein, 1811) - Arara-vermelha-de-cuba - Cuba, 1885
- Ara atwoodi Clark, 1908 - ilha pudim de Dominica, 1701
- Ara erythrocephala Peters, 1937 - Jamaica, 1810
- Ara gossei Peters, 1937 - Jamaica, 1765
- Ara guadeloupensis Peters, 1937 - ilhas de Guadalupe, 1722
- Conuropsis carolinensis (Linnaeus, 1758) - Periquito-da-carolina – sudeste dos Estados Unidos, 1918
- Aratinga labati Rothschild, 1905 - ilha de Guadalupe, 1722
- Amazona martinica Peters, 1937 - ilha de Martinica, 1722
- Amazona violacea Clark, 1905 - ilha de Guadalupe, 1722

### Cuculiformes
- Coua delalandei (Temminck, 1827) - Madagascar, 1834
- Nannococcyx psix Olson, 1975 - ilha de Santa Helena (território), século XVIII

### Strigiformes

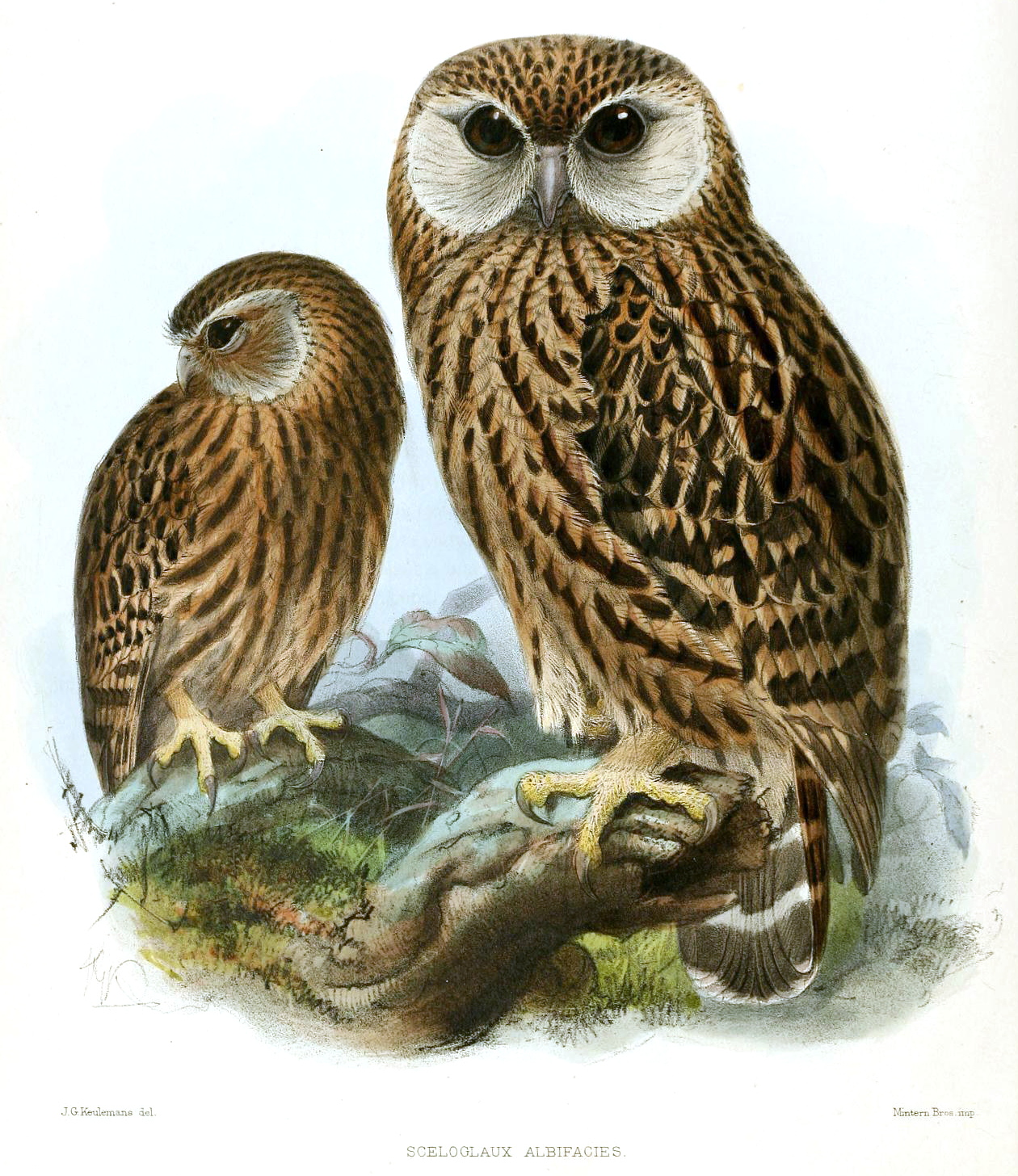
Sceloglaux albifacies

- Mascarenotus grucheti Mourer-Chauviré et al., 1994 - ilha de Reunião, 1700
- Mascarenotus sauzieri Newton e Gadow, 1893 - ilha Maurício, 1859
- Mascarenotus murivorus Mourer-Chauviré et al., 1994 - ilha Rodrigues, 1730
- Sceloglaux albifacies (Gray, 1844) - Nova Zelândia, 1950

### Trochiliformes
- Chlorostilbon bracei (Lawrence, 1877) - Bahamas, 1877
- Chlorostilbon elegans (Gould, 1860) - Jamaica, 1860

### Upupiformes
- Upupa antaois Olson, 1975 - ilha de Santa Helena (território), 1502

### Passeriformes

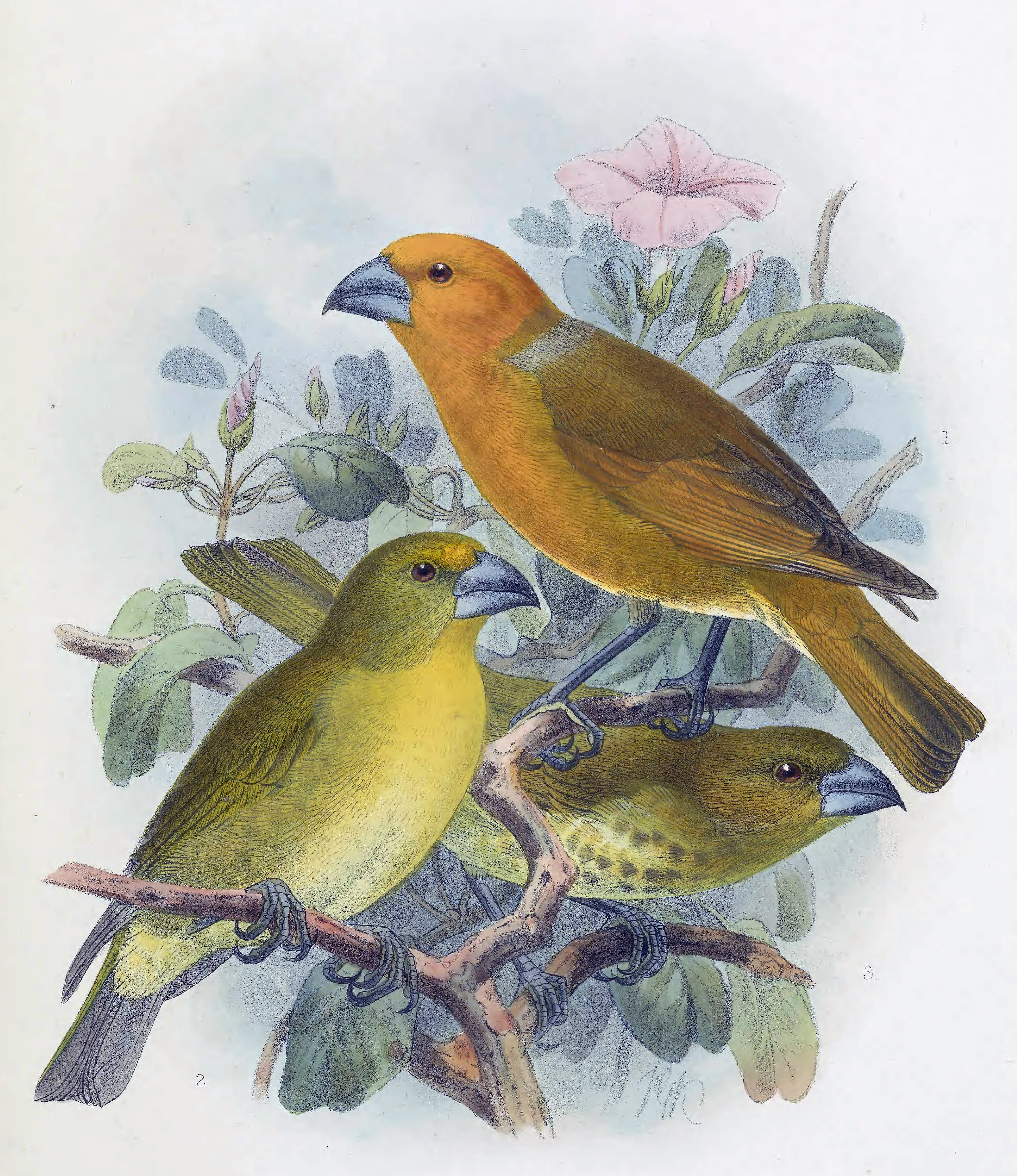
Rhodacanthus palmeri

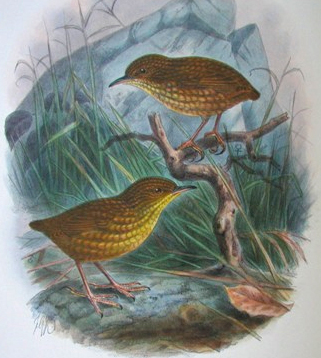
Xenicus lyalli.

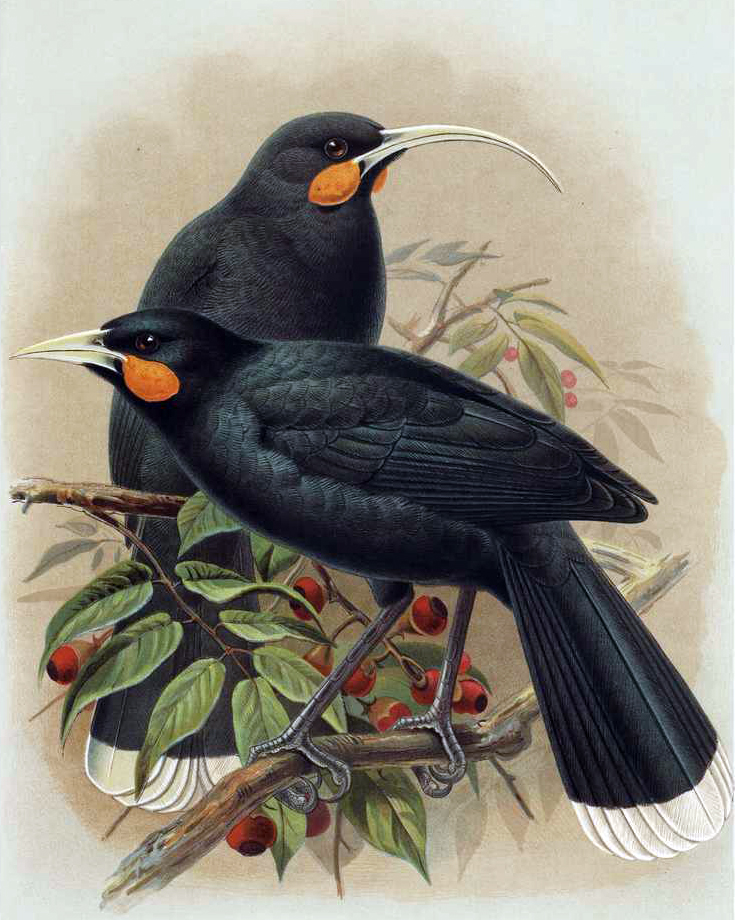
Huia.

- Xenicus lyalli (Rothschild, 1894) - Cotovia-da-ilha-stephen - Nova Zelândia, 1894
- Xenicus longipes (Gmelin, 1789) - Nova Zelândia, 1972
- Chaetoptila angustipluma (Peale, 1848) - Havaí, 1859
- Moho nobilis (Merrem, 1786) - Havaí, 1934
- Moho apicalis Gould, 1860 - Havaí, 1837
- Moho bishopi (Rothschild, 1893) - Havaí, 1915
- Moho braccatus (Cassin, 1855) - Havaí, 1987
- Anthornis melanocephala Gray, 1843 - ilhas Chatham, Nova Zelândia, 1906
- Gerygone insularis Ramsay, 1879 - ilha de Lord Howe, Austrália, 1918
- Pomarea pomarea Coiffait, 1980 - ilhas da Sociedade, Polinésia Francesa, 1823
- Pomarea fluxa Murphy e Mathews, 1928 - ilhas Marquesas, Polinésia Francesa, 1977
- Pomarea nukuhivae Murphy e Mathews, 1928 - ilhas Marquesas, Polinésia Francesa, 1975
- Pomarea mira Murphy e Mathews, 1928 - ilhas Marquesas, Polinésia Francesa, 1985
- Myiagra freycineti Oustalet, 1881 - ilha de Guam, década de 1980
- Turnagra tanagra (Schlegel, 1865) - Nova Zelândia, 1955
- Turnagra capensis (Sparrman, 1787) - Nova Zelândia, 1963
- Heteralocha acutirostris (Gould, 1837) - Nova Zelândia, 1907
- Bowdleria rufescens (Buller, 1869) - ilhas de Chatham, Nova Zelândia, 1900
- Nesillas aldabranus Benson e Penny, 1968 - ilha de Aldabra, Seychelles, década de 1980
- Zosterops strenuus Gould, 1855 - ilha de Lord Howe, Austrália, 1918
- Turdus ravidus (Cory, 1886) - ilhas Cayman, 1939
- Zoothera terrestris (Kittlitz, 1831) - ilhas Bonin, Japão, 1828
- Myadestes woahensis (Wilson e Evans, 1899) - Havaí, 1825
- Myadestes myadestinus (Stejnegeri, 1887) - Havaí, 1989
- Aplonis corvina (Kittlitz, 1833) - ilha de Kosrae, Micronésia, 1828
- Aplonis mavornata Buller, 1887 - ilhas Cook, 1774
- Aplonis fusca Gould, 1836 - ilha de Norfolk, Austrália, 1928
- Fregilupus varius (Boddaert, 1783) - ilha de Reunião, 1862
- Necropsar rodericanus Sclater, 1879 - ilha Rodrigues, 1832
- Quiscalus palustris (Swainson, 1827) - México, 1910
- Vermivora bachmanii (Audubon, 1833) – Estados Unidos, Bahamas e Cuba, 1937
- Chaunoproctus ferreorostris (Vigors, 1828) - ilhas Bonin, Japão, 1890
- Dysmorodrepanis munroi Perkins, 1919 - Havaí, 1918
- Rhodacanthis flaviceps Rothschild, 1892 - Havaí, 1891
- Rhodacanthis palmeri (Rothschild, 1892) - Havaí, 1896
- Chloridops kona Wilson, 1888 - Havaí, 1894
- Hemignathus sagittirostris Rothschild, 1892 - Havaí, 1900
- Akialoa obscura Cabanis, 1889 - Havaí, 1940
- Akialoa lanaiensis (Rothschild, 1893) - Havaí, 1892
- Akialoa ellisiana (Gray, 1859) - Havaí, 1940
- Akialoa stejnegeri (Wilson, 1889) - Havaí, 1969
- Paroreomyza flammea (Wilson, 1889) - Havaí, 1963
- Paroreomyza maculata (Cabanis, 1850) - Havaí, 1985
- Ciridops anna (Dole, 1879) - Havaí, 1892
- Drepanis funerea Newton, 1893 - Havaí, 1907
- Drepanis pacifica (Gmelin, 1788) - Havaí, 1898

## Subspécies de Aves Extintas

### Struthioniformes
- Dromaius novaehollandiae diemenensis Le Souef, 1907
- Struthio camelus syriacus Rothschild, 1919

### Anseriformes
- Anas georgica niceforoi Wetmore e Borrero, 1946
- Anas gibberifrons remissa
- Anas strepera couesi (Streets, 1876)
- Branta hutchinsii asiatica Aldrich, 1946

### Galliformes
- Tympanuchus cupido cupido (Linnaeus, 1758)
- Tympanuchus phasianellus hueyi Dickerman & Hubbard, 1994

### Charadriiformes
- Coenocorypha aucklandica barrierensis Oliver, 1955
- Coenocorypha aucklandica iredalei Rothschild, 1921

### Gruiformes
- Bostrychia olivacea rothschildi
- Dryolimnas cuvieri abbotti (Ridgway, 1894)
- Eulabeornis concolor concolor
- Gallinula nesiotis nesiotis
- Porzana cinerea brevipes
- Rallus philippensis macquariensis
- Amaurolimnas concolor concolor (Gosse, 1847)

### Strigiformes
- Ninox novaeseelandiae albaria Ramsay, 1888
- Ninox novaeseelandiae undulata (Latham, 1802)
- Athene cunicularia amaura (Lawrence, 1878)
- Athene cunicularia guadeloupensis (Ridgway, 1874)

### Columbiformes
- Columba palumbus maderensis Tschusi, 1904
- Columba vitiensis godmanae
- Hemiphaga novaeseelandiae spadicea (Latham, 1802)

### Psittaciformes
- Amazona vittata gracilipes Ridgway, 1915
- Aratinga chloroptera maugei (Souance, 1856)
- Cynoramphus novaezelandiae erythrotis (Wagler, 1832)
- Cynoramphus novaezelandiae subflavescens Salvadori, 1891
- Loriculus philippensis siquijorensis Steere, 1890
- Psittacula eques eques

### Passeriformes
- Acrocephalus caffra garretti
- Acrocephalus caffra musae
- Acrocephalus luscinia astrolabii
- Acrocephalus familiaris familiaris (Rothschild, 1892)
- Ammodramus maritimus nigrescens Ridgway, 1874
- Callaeas cinerea cinerea (Gmelin, 1788)
- Carpodacus mexicanus mcgregori
- Cettia diphone restricta
- Empidonax euleri johnstonei
- Hemignathus lucidus lucidus
- Himatione sanguinea freethi
- Icterus leucopteryx bairdi Cory, 1886
- Loxigila portoricensis grandis
- Melospiza melodia graminea
- Moupinia altirostris altirostris
- Myadestes elisabeth retrusus
- Myadestes maritimus nigrescens (Ridgway, 1873)
- Myadestes obscurus lanaiensis
- Myadestes obscurus oahensis
- Myadestes obscurus ruthus
- Paroreomyza montana montana
- Parus varius orii
- Pipilo maculatus consobrinus Ridgway, 1876
- Pomarea nigra pomarea
- Pomarea nigra tabuensis
- Rhipidura fuliginosa cervina
- Salpinctes obsoletus exsul (Ridgway, 1903)
- Saxicola dacotiae murielea
- Thryomanes bewickii brevicauda
- Thryomanes bewickii leucophrys
- Troglodytes aedon martinicensis
- Troglodytes troglodytes orii
- Turdus celaenops yakushimensis
- Turdus poliocephalus mareensis
- Turdus poliocephalus poliocephalus
- Turdus poliocephalus vinitinctus
- Zosterops mayottensis semiflava (Newton, 1867)
- Zosterops lateralis tephropleura